# Szilády Károly
Szilády Károly (Szalkszentmárton, 1795. február 5. – Kecskemét, 1871. május 26.) nyomdász és könyvkiadó.

## Életútja
Debrecenben tanult, majd a nyomdászmesterséget Bécsben sajátította el Haykul Antalnál. Gyakorlaton 1814-15-ban Pesten volt Trattner János Tamásnál, 1816-ban pedig ugyanott Patzkó Ferencnél. Ezután 1816 és 1833 között a debreceni városi nyomdában dolgozott, majd 1834-36-ban a budai Egyetemi Nyomda intézetében. 1837-ben Pápára ment. Kecskeméti nyomdáját 1841. július 1-jén nyitotta meg királyi engedéllyel, s haláláig üzemeltette. 1846-ban megkapta az engedélyt könyvkereskedés működtetésére is. A Magyar Tudományos Akadémiával kapcsolatban állt, számos fontos tudományos munkát adott ki. Halálát tüdővizenyő okozta.

## Családja
Apja Szilády Péter református lelkész, anyja Cseppán Zsuzsanna. Nagyapja is református lelkész volt. Első felesége, Buús Éva 1820-ban hunyt el, még abban az évben, amikor összeházasodtak. Második felesége Konyári Kenéz Mária 1845-ben hunyt el. Tőle született gyermekei: Zsuzsanna (meghalt 1827-ben, 4 évesen.) József (1825-1865) nyomdásznak tanult, 1837-1842 között külföldön, végül dohánybeváltó tiszt lett. 40 évesen hunyt el. Másik fia, Sziládi Lajos mérnök és országgyűlési képviselő lett.